# Ryszard Wolny
Ryszard Marcin Wolny (né le 24 mars 1969 à Racibórz) est un lutteur polonais.

## Palmarès

### Jeux olympiques
- Participation aux Jeux olympiques de 2004 à Athènes (Grèce).
- Participation aux Jeux olympiques de 2000 à Sydney (Australie).
- Médaille d'or en moins de 68 kg aux Jeux olympiques de 1996 à Atlanta (États-Unis).
- Participation aux Jeux olympiques de 1992 à Barcelone (Espagne).
- Participation aux Jeux olympiques de 1988 à Séoul (Corée du Sud).

### Championnats du monde
- Médaille de bronze en catégorie des moins de 62 kg en 1990 à Ostia

### Championnats d'Europe
- Médaille d'argent en catégorie des moins de 69 kg en 1999 à Sofia
- Médaille d'argent en catégorie des moins de 68 kg en 1995 à Besançon
- Médaille de bronze en catégorie des moins de 62 kg en 1990 à Poznań
- Médaille d'or en catégorie des moins de 62 kg en 1989 à Oulu

### Championnats de Pologne
- 10 titres de champion national

## Honneurs et distinctions
- Il est décoré de la Croix de Chevalier dans l'Ordre Polonia Restituta.